# Петропавловский собор (Сан-Паулу)
Петропа́вловский собо́р (также Православный митрополичий собор, порт. Catedral Metropolitana Ortodoxa или греческий православный собор Сан-Паулу, порт. Catedral Grega Ortodoxa de São Paulo) — кафедральный собор Сан-Паульской и Бразильской митрополии Антиохийской православной церкви, расположенный в районе Вила-Мариана города Сан-Паулу, Бразилия. Построен в византийском стиле.

## История
В 1939 году был куплен участок земли в Сан-Паулу на улице Vergueiro, в районе Paraíso, для постройки на нём самого большого православного храма в Южной Америке. Собор решено было посвятить апостолу Павлу как святому покровителю города Сан-Паулу. Проект был разработан архитекторами Франсиска Гальван Буэно (Francisca Galvão Bueno) и Игор Владимирович Срезневский (Igor Sresnewsky) для Технического офиса Полем Тофиком Камасми (Paul Taufick Camasmie). Первоначально планировалось, что собор станет точным воспроизведением собора Святой Софии в Константинополе, но потом проект был изменён. Одной из отличительных архитектурных особенностей этого здания стал иконостас, изготовленный из мрамора, а не дерева.
Собор был открыт в январе 1954 года в ходе празднования 400-летия города Сан-Паулу. В 1958 году Патриарх Илия IV совершил великое освящение собора.
В 2000—2004 годах была проведена реставрация собора, которая включала в себя гидроизоляцию потолка, укрепление структуры, и восстановление фасада с использованием тех же материалов и цветов, которые применялись во время его строительства. Купола также были покрыты сусальным золотом, были установлены прожекторы внутри башни, восстановлен колокольный перезвон. Были заменены люстры и светильники, произведён ремонт стен, дверей и врат, произведена реставрация, икон и фресок, осуществлённая иконописцем из Сирии Ханнаном Хули (Hannan Houli).
28 октября 2008 года в соборе в рамках дней России в Южной Америке в соборе совершили Божественную литургию митрополит Восточно-Американский и Нью-Йоркский Иларион (Капрал), митрополит Сан-Паулу и всей Бразилии Дамаскин (Антиохийский Патриархат), митрополит Аргентинский и Южно-Американский Платон (Удовенко), архиепископ Хустский и Виноградовский Марк (Петровцы), архиепископ Рязанский и Касимовский Павел (Пономарёв), епископ Домодедовский Евтихий (Курочкин), епископ Каракасский Иоанн (Берзинь). За богослужением пел Хор Московского сретенского монастыря.